# Welsh International 2000
Die Welsh International 2000 im Badminton fanden vom 30. November bis zum 3. Dezember 2000 in Cardiff statt.

## Medaillengewinner
| Disziplin    | Gold                       | Silber                           | Bronze                             |
| ------------ | -------------------------- | -------------------------------- | ---------------------------------- |
| Herreneinzel | Richard Vaughan            | Andrew South                     | Tjitte Weistra                     |
| Herreneinzel | Richard Vaughan            | Andrew South                     | Gerben Bruijstens                  |
| Dameneinzel  | Tracey Hallam              | Lonneke Janssen                  | Markéta Koudelková                 |
| Dameneinzel  | Tracey Hallam              | Lonneke Janssen                  | Karina de Wit                      |
| Herrendoppel | Anthony Clark Ian Sullivan | Kristian Langbak Jesper Thomsen  | Manuel Dubrulle Svetoslav Stoyanov |
| Herrendoppel | Anthony Clark Ian Sullivan | Kristian Langbak Jesper Thomsen  | Henrik Andersson Fredrik Bergström |
| Damendoppel  | Ella Miles Sara Sankey     | Gail Emms Joanne Wright          | Joyce Cornelisse Carolien Glebbeek |
| Damendoppel  | Ella Miles Sara Sankey     | Gail Emms Joanne Wright          | Felicity Gallup Joanne Muggeridge  |
| Mixed        | Anthony Clark Gail Emms    | Henrik Andersson Johanna Persson | Paul Trueman Natalie Munt          |
| Mixed        | Anthony Clark Gail Emms    | Henrik Andersson Johanna Persson | Daniel Glaser Pernilla Pariola     |